# まぼろしの薔薇
「まぼろしの薔薇」（まぼろしのばら）は、西村朗の合唱組曲である。また同組曲の第1曲のタイトルでもある。混声合唱組曲としてまず発表され、後に男声合唱にも編曲された。作詩は大手拓次。

## 概説
合唱団OMPの委嘱により、1984年（昭和59年）5月27日、同団の第2回定期演奏会で混声版が初演された。指揮＝栗山文昭、ピアノ＝田中瑤子。西村にとって事実上の合唱界における処女作である。
西村は合唱団で歌った経験がなく、当時「歌曲とか合唱曲とか、オペラ的なものへの関心は、はっきり言ってほとんどなかった」が、尚美学園に勤務した際に同校の女声合唱団を指揮していた栗山と出会い、「多少なりとも合唱というものに興味が出た」。またその前に、東京藝術大学で西村の先輩であった新実徳英が『幼年連祷』（作詩:吉原幸子、1980年）をはじめとする調性的な合唱曲を続けて発表し「あっという間にスターダムにのし上がった」ことにも触発されていた。そこで栗山からOMPのための新作をとの誘いを受け、「渡りに船」と書いたのがこの作品である。
拓次の詩集『藍色の蟇』からテキストを選んだ。曲を支配する"まぼろしの白薔薇"のイメージは、萩原朔太郎のいう"阿片の夢の中の夢魔の月光"のようであり、妖気に満ちた詩人の夢を描こうとしたものである。
西村はこの曲から続けて計3曲、拓次の詩による合唱組曲を続けて発表するが、その「大手拓次三部作」の第1作にあたる。第3作の『秘密の花』が発表された際には「旋律、和声、リズム、動機等、さまざまの点で有機的な結びつきを持ち、私にとっては本来分かち難いもので、いつの日かこれら三作が一夜のコンサートにおいてまとめて上演されることを今は夢見ております」と結んでいる。拓次の詩を選んだのは「ぼくはテキストを選ぶときにね、出会い頭ってわけにはいかないんですよ。相当時間がかかる。前から好きだった詩とか、興味を持っていたものがずーっと後になってやっとテキストになるという傾向が強いんです」「大手拓次のだらだら続く言葉と、ぼくのだらだらしたメロディーがうまく合って、書きやすかったのかもしれない」。
西村の作品にはヘテロフォニーをテーマとしたものが多いが、この三部作は重大な例外であり、「和声的な様式で書いた初めての曲」「『幼年連祷』の影響がかなりある」「ピアノ伴奏がついたこういうタイプの曲は、この三つしかない」「曲の出来不出来はともかくとして、ぼくにとっては懐かしくもあり、おそらく生涯三曲なんで、愛着もあります」として、西村にとっても印象的な仕事であったことをうかがわせる。なお男声合唱版は2010年に「男声合唱で歌いたいとのご要望を時々賜るようになりました」との理由で出版している。

## 曲目
全5楽章からなる。
1. まぼろしの薔薇
2. 薔薇の誘惑
3. ばらのあしおと
4. 孤独の薔薇
5. ひびきのなかに住む薔薇よ

## 楽譜
カワイ出版から出版されている。